# Campeonato Mundial de Halterofilismo de 2017 - Até 90 kg feminino
A categoria até 90 kg feminino foi um evento do Campeonato Mundial de Halterofilismo de 2017, disputado no Centro de Convenções Anaheim, em Anaheim, nos Estados Unidos, no dia 4 de dezembro de 2017. 

## Calendário
Horário local (UTC-8) 
| Dia           | Horário | Fase    |
| ------------- | ------- | ------- |
| 4 de dezembro | 13:55   | Grupo B |
| 4 de dezembro | 19:55   | Grupo A |

## Medalhistas
| Evento    | Ouro                        | Ouro   | Prata                       | Prata  | Bronze                 | Bronze |
| --------- | --------------------------- | ------ | --------------------------- | ------ | ---------------------- | ------ |
| Arranque  | Anastasiia Hotfrid (GEO)    | 120 kg | Crismery Santana (DOM)      | 113 kg | Oliba Nieve (ECU)      | 112 kg |
| Arremesso | María Fernanda Valdés (CHI) | 146 kg | Anastasiia Hotfrid (GEO)    | 145 kg | Crismery Santana (DOM) | 141 kg |
| Total     | Anastasiia Hotfrid (GEO)    | 265 kg | María Fernanda Valdés (CHI) | 255 kg | Crismery Santana (DOM) | 254 kg |

## Recordes
Antes desta competição, o recorde mundial da prova era o seguinte:
| Recorde         | Tipo      | Atleta                        | Peso   | Local   | Data                   |
| Recorde Mundial | Arranque  | Viktoriya Shaimardanova (UKR) | 130 kg | Atenas  | 21 de agosto de 2004   |
| Recorde Mundial | Arremesso | Hripsime Khurshudyan (ARM)    | 160 kg | Antália | 25 de setembro de 2010 |
| Recorde Mundial | Total     | Hripsime Khurshudyan (ARM)    | 283 kg | Antália | 25 de setembro de 2010 |

## Resultado
Os resultados foram os seguintes. 
| Pos.              | Atleta                         | Grupo | Arranque (kg) | Arranque (kg) | Arranque (kg) | Arranque (kg)     | Arremesso (kg) | Arremesso (kg) | Arremesso (kg) | Arremesso (kg)    | Total |
| Pos.              | Atleta                         | Grupo | 1             | 2             | 3             | Resultado         | 1              | 2              | 3              | Resultado         | Total |
| ----------------- | ------------------------------ | ----- | ------------- | ------------- | ------------- | ----------------- | -------------- | -------------- | -------------- | ----------------- | ----- |
| Medalha de ouro   | Anastasiia Hotfrid (GEO)       | A     | 116           | 120           | 120           | Medalha de ouro   | 135            | 140            | 145            | Medalha de prata  | 265   |
| Medalha de prata  | María Fernanda Valdés (CHI)    | A     | 109           | 113           | 113           | 4                 | 138            | 146            | —              | Medalha de ouro   | 255   |
| Medalha de bronze | Crismery Santana (DOM)         | A     | 109           | 113           | 115           | Medalha de prata  | 136            | 141            | 141            | Medalha de bronze | 254   |
| 4                 | Oliba Nieve (ECU)              | A     | 105           | 109           | 112           | Medalha de bronze | 125            | 130            | 134            | 5                 | 246   |
| 5                 | Marissa Klingseis (USA)        | A     | 98            | 102           | 105           | 5                 | 130            | 134            | 137            | 4                 | 239   |
| 6                 | Tamara Salazar (ECU)           | B     | 95            | 99            | 101           | 8                 | 125            | 130            | 133            | 6                 | 234   |
| 7                 | Ali Ludwig (USA)               | A     | 99            | 103           | 103           | 6                 | 124            | 128            | 133            | 8                 | 231   |
| 8                 | Lo Ying-yuan (TPE)             | A     | 100           | 100           | 103           | 11                | 129            | 135            | 137            | 7                 | 229   |
| 9                 | Meri Ilmarinen (FIN)           | B     | 100           | 102           | 102           | 7                 | 121            | 124            | 126            | 9                 | 226   |
| 10                | Anna Van Bellinghen (BEL)      | B     | 97            | 101           | 101           | 9                 | 117            | 121            | 124            | 10                | 222   |
| 11                | Mami Shimamoto (JPN)           | B     | 100           | 105           | 108           | 10                | 112            | 120            | 125            | 11                | 220   |
| 12                | Clementine Meukeugni (CMR)     | B     | 95            | 95            | 100           | 12                | 117            | 123            | 123            | 12                | 212   |
| 13                | Pan Li-chen (TPE)              | B     | 85            | 85            | 90            | 13                | 105            | 110            | 115            | 13                | 195   |
| 14                | Erdenebatyn Bilegsaikhan (MGL) | B     | 75            | 80            | 85            | 14                | 95             | 105            | 111            | 14                | 185   |